# Abingdon (Virginie)
Abingdon je hlavní město okresu Washington County ve státě Virginie ve Spojených státech amerických. V roce 2010 zde žilo 8 191 obyvatel. Leží na jihozápadě Virginie poblíž hranic s Tennessee. Město bylo založeno v roce 1776.